# 奎光楼
奎光楼位于中国广西壮族自治区桂林市解放西路桂林中学内桂林府学文庙原址。
府学文庙原有大成殿、启圣宫、尊经阁等建筑，并设巨碑，是桂林历史上最集中的文化建筑群体。清光绪十九年（1893年），翰林院编修曹驯主持整修文庙，剩余银720两，遂建造“奎光楼”三楹，当年五月动土，十二月落成，“上祀奎宿暨朱衣神，下祀土神”，“尊藏朝廷所颁圣庙联额、礼乐诸”，意在勉励学子勤奋读书，奖掖人才。奎光楼建筑外形朴素，有朱柱碧槛、格窗绿瓦，为当时文人喜游的名胜。至今仍存。

奎光楼